# Panneau de signalisation directionnelle permanente en France
On désigne par « panneau de Signalisation Directionnelle Permanente » tout panneau utilisé en signalisation directionnelle permanente de type C, D, E, EB, F et H.
Un tel panneau est dit appartenir à la catégorie SD.
On distingue également les catégories :
- SP (police permanente) ;
- TP (police temporaire) ;
- TD (directionnelle temporaire).

## Les types de panneaux concernés
Les types de panneaux relevant de cette catégorie sont donc les suivants :
- Type C - Panneaux d'indications  utiles pour la conduite des véhicules
- Type D - Panneaux de direction
- Type Dp - Panneaux de jalonnement piétonnier
- Type Dv - Panneaux de jalonnement des aménagements cyclables
- Type E - Panneaux de localisation
- Type EB - Panneaux de début et de fin d'agglomération
- Type H - Panneaux d'information
- Type F relatif aux bornes de jalonnement kilométrique et hectométrique qui figurait dans l'arrêté du 24 novembre 1967 initial, mais a été supprimé depuis.

## 3 sous-catégories
La catégorie SD est elle-même subdivisée en trois sous-catégories :
| Sous-catégorie |  |  |
| -------------- |  |  |
| SD1            |  |  |
| SD2            |  |  |
| SD3            |  |  |